# Harry B. Gray
Harry Barkus Gray (Woodburn, 14 novembre 1935) è un chimico statunitense, noto principalmente per i suoi contributi alla chimica bioinorganica e ai processi di trasferimento elettronico.

## Vita
Harry B. Gray nacque nel 1935, figlio di Barkus Gray e Ruby Hopper. Nel 1957 ottenne il baccellierato in chimica alla Università Western Kentucky. Nello stesso anno sposò Shirley Barnes, con la quale avrebbe avuto tre figli: Victoria Lynn, Andrew Thomas e Noah Harry Barkus. Iniziò a lavorare nella chimica inorganica alla Università Northwestern, dove ottenne il Ph.D. nel 1960 lavorando sotto la guida di Fred Basolo e Ralph Pearson. Trascorse un anno di post-dottorato alla Università di Copenaghen studiando la struttura elettronica dei complessi con Carl J. Ballhausen.

Successivamente andò a New York presso la Columbia University, dove fu prima ricercatore (1961-1963), poi professore associato (1963-65) e infine professore ordinario (1965-66). Nel 1966 si trasferì al California Institute of Technology dove è professore di chimica e direttore fondatore dell'Istituto Beckman.

## Ricerche
Gray si è interessato di vari aspetti fondamentali della chimica inorganica, della biochimica e della biofisica, ed è considerato uno dei fondatori della chimica bioinorganica. I processi di trasferimento elettronico sono un tratto comune di gran parte delle sue ricerche.
Più in particolare, ha studiato il trasferimento di elettroni a lungo raggio in complessi inorganici, soprattutto in metalloproteine. Utilizzando complessi di rutenio, ha dimostrato che le transizioni elettroniche avvengono con velocità significativa anche tra atomi di metallo distanti tra loro. Gli elettroni passano per effetto tunnel su una distanza di 1-2 nanometri (circa 10-20 diametri atomici) attraverso polipeptidi circostanti. Gray conduce anche ricerche sui meccanismi di reazioni inorganiche e bioinorganiche e sul ripiegamento di proteine.

## Premi e riconoscimenti
Gray ha ottenuto numerosi premi, tra i quali:
- 1986 National Medal of Science (Presidente degli Stati Uniti d'America)
- 1991 Priestley Medal (American Chemical Society)
- 2003 NAS Award in Chemical Sciences (United States National Academy of Sciences)
- 2004 Premio Wolf per la chimica (Wolf Foundation)

Gray è membro di numerose Accademie scientifiche internazionali e ha ricevuto 16 Dottorati honoris causa: 1984 Northwestern University, 1987 University of Chicago, 1987 University of Rochester, 1991 Université Paul Sabatier, 1991 Göteborgs Universitet, 1993 Università di Firenze, 1994 Columbia University, 1994 Bowling Green State University, 1995 Illinois Wesleyan University, 1995 University of Pennsylvania, 1996 Oberlin College, 1997 University of Arizona, 2001 Carleton University, 2003 University of Southern California, 2003 Università di Copenaghen, 2006 University of Edinburgh

## Opere
Oltre a più di 700 articoli scientifici su riviste specializzate, Gray è autore di molti libri, tra i quali:
- H. B. Gray, Electrons and chemical bonding, New York, Benjamin, 1964, ISBN 978-0-8053-3401-2.
- C. H. Langford, H. B. Gray, Ligand substitution processes, New York, Benjamin, 1966, ISBN 0-8053-5822-6.
- H. B. Gray, G. P. Haight, Basic principles of chemistry, New York, Benjamin, 1967.
- R. E. Dickerson, H. B. Gray, G. P. Haight, Chemical principles, New York, Benjamin, 1970, ISBN 0-8053-2359-7.
- G. S. Hammond, J. Osteryoung, H. B. Gray, Models in chemical science. An introduction to general chemistry, New York, Benjamin, 1971, ISBN 0-8053-3670-2.
- H. B. Gray, J. G. Swanson, T. H. Crawford, Project ACAC. An experimental investigation in synthesis and structure, Tarrytown-on-Hudson, N.Y., Bogden and Quigley, 1972, ISBN 0-8005-0030-X.
- H. B. Gray, Chemical bonds. An introduction to atomic and molecular structure, Menlo Park, Calif., Benjamin, 1973, ISBN 0-8053-3402-5.
- R. L. DeKock, H. B. Gray, Chemical Structure and Bonding, Menlo Park, Calif., Benjamin/Cummings, 1980, ISBN 0-8053-2310-4.
- C. J. Ballhausen, H. B. Gray, Molecular electronic structures, Reading, Mass., Benjamin/Cummings, 1980, ISBN 0-8053-0452-5.
- A. B. P. Lever, H. B. Gray, Iron porphyrins, Reading, Mass., Addison Wesley, 1982, ISBN 0-201-05816-2, , 0201058170.
- I. Bertini, H. B. Gray, S. J. Lippard, J. S. Valentine, Bioinorganic chemistry, Mill Valley, Calif., University Science Books, 1994, ISBN 0-935702-57-1.
- H. B. Gray, J. D. Simon, W. C. Trogler, Braving the elements, Sausalito, University Science Books, 1995, ISBN 0-935702-34-2.
- I. Bertini, H. B. Gray, E. I. Stiefel, J. S. Valentine, Biological inorganic chemistry. Structure and reactivity, University Science Books, 2006, ISBN 978-1-891389-43-6.